# Mowdok Mual
Mowdok Mual ou Saka Haphong é um pico na fronteira Bangladexe-Mianmar, considerado como o ponto mais alto do Bangladexe, com altitude de 1052 m.
A nível oficial não é considerado como o ponto mais alto do Bangladesh, mas pelo estudo e verificação de mapas verifica-se que não é possível existirem outros picos mais altos. Mowdok Mual também é conhecido localmente como Saka Haphong ou Clan Moy. Em fevereiro de 2006 um levantamento GPS indicou 1064 m. A posição que foi marcada,  21°47′11″N 92°36′36″E / 21.78639°N 92.61°E, corresponde à localização dada por mapas topográficos russos e dados SRTM, embora estas fontes indiquem uma altitude ligeiramente inferior: 1052 m.